# Herbert Girardet (Verleger)
Herbert Girardet (* 12. Juli 1910 in Essen; † 6. Oktober 1972 in Unterjoch) war ein deutscher Verleger.

## Leben und Wirken
Herbert Girardet war ein Sohn von Wilhelm (II.) Girardet, dem ältesten Sohn des Unternehmensgründers und Kommerzienrates Wilhelm Girardet. Herberts Bruder war der Druckereibesitzer und Verleger Wilhelm (III.) Girardet (1902–1996), der die Firma W. Girardet in Essen in dritter Generation weiterführte. 
Herbert Girardet studierte nach dem Besuch der Schule von 1930 bis 1936 Wirtschafts- und Zeitungswissenschaften, Philosophie und Kunstgeschichte in Berlin, Tübingen und Leipzig. 1930 wurde er Mitglied des Corps Suevia Tübingen. Mit der Schrift Der wirtschaftliche Aufbau der kommunistischen Tagespresse in Deutschland von 1918 bis 1933 promovierte er 1938 an der Universität Leipzig zum Doktor der Philosophie.
Girardet war zunächst Volontär bei Zeitungsverlagen in Düsseldorf und Chemnitz. Darauf folgte die Zeit des Zweiten Weltkriegs, als er Soldat war.
1945 trat Girardet in das Familienunternehmen W. Girardet in Essen ein und wurde persönlich haftender Gesellschafter. Nach der Rückkehr seines Bruders Wilhelm (III:) aus der Kriegsgefangenschaft übernahm er die Leitung des Fachzeitschriften- und Fachbuchverlags. Durch neue Herausgaben von Zeitschriften und Fachbüchern erweiterte er den Verlag derart, dass es 1972 mehr als 500 Titel aus Wirtschaft und Technik gab.
Zu seinen Ämtern zählte unter anderem die Vizepräsidentschaft des Verbandes Deutscher Zeitschriftenverleger und der stellvertretende Vorsitz der Fachgruppe Fachzeitschriften in diesem Verband.
Girardet war ein bedeutender Kunstsammler und aktiver Förderer der Folkwangschule und des Folkwang-Kammerorchesters.

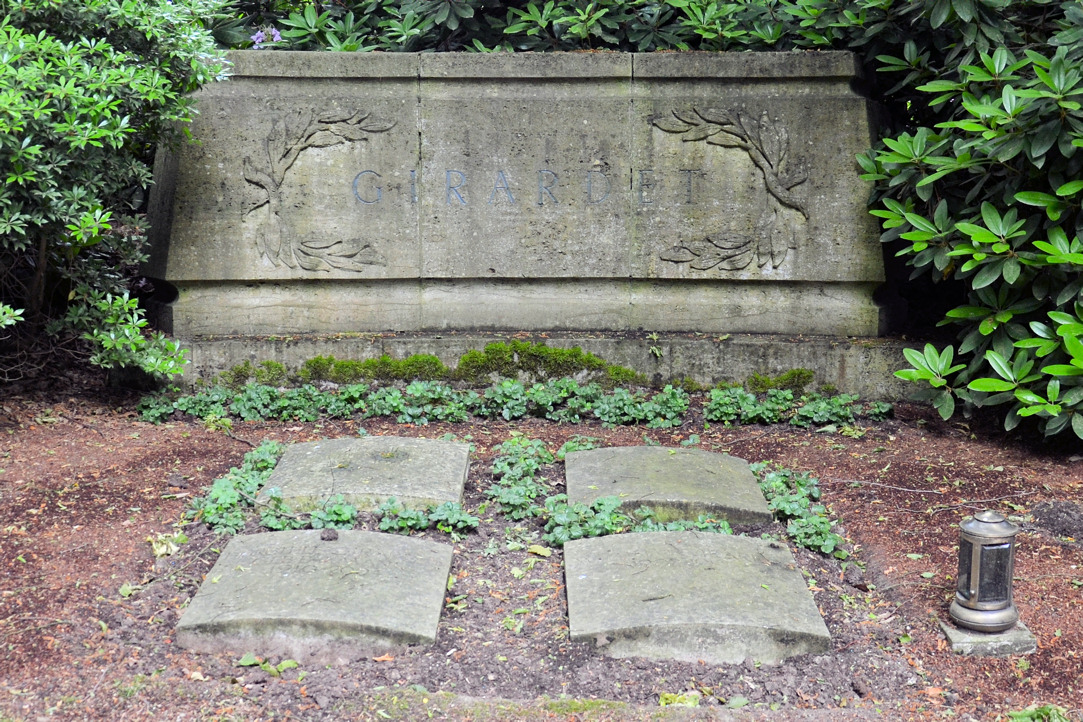
Im Grab seines Vaters Wilhelm Girardet auf dem Südwestfriedhof in Essen beigesetzt

Er wurde auf dem Südwestfriedhof in Essen im Grab seines Vaters Wilhelm (II.) Girardet beigesetzt. Sein Sohn ist der Publizist Herbert Girardet (* 1943).

## Ehrungen
Herbert Girardet war Träger des Großen Verdienstordens der Bundesrepublik Deutschland und wurde 1953 Ehrenbürger der Technischen Hochschule Aachen.